# Kongeriget Preussen
Kongeriget Preussen opstod i 1701 da Hohenzollerne, der både var kurfyrster af Brandenburg og hertuger af Preussen, det nuværende Østpreussen, ophøjede hertugdømmet til kongeriget Preussen. Det meget rigere og mere betydningsfulde Brandenburg var kommet i personalunion med hertugdømmet Preussen i 1618. Brandenburg var et kejserligt land, mens Preussen ikke var underlagt kejseren. Kongeriget Preussen, nu som betegnelse på hele staten blev efter opløsningen af Det hellige romerske rige af den tyske nation i 1806 den ledende tyske stat, som samlede det tyske rige i 1871.